# Mandat représentatif
Le mandat représentatif est une forme de mandat politique qui possède la caractéristique d'être général, libre et non révocable. C'est-à dire que le représentant peut agir en tous domaines à sa guise car il n'est pas tenu de respecter les engagements qu'il aurait éventuellement pris devant ses mandants. Il s'oppose au mandat impératif.
Le mandat obtenu a une durée d'application limitée (normalement prédéterminée), appelée de façon générique mandat ou mandature (ce terme étant contesté), car il repose sur une nomination électorale représentative et non sur une désignation par une autorité supérieure ; il prend fin au terme de la durée définie du mandat, ou bien, de manière anticipée, en cas de décès ou d'incapacité prouvée du mandataire ou en cas de démission volontaire (si elle est libre et conforme à la loi et acceptée par l'autorité) ; il peut également être suspendu ou révoqué par une autorité supérieure (si la loi lui en donne le pouvoir) ou judiciaire. Il est également caractérisé par une prestation de serment (ou assermentation) du mandataire qui marque l'entrée en vigueur de sa charge et chaque renouvellement. La mandature peut être temporairement prolongée, en cas de vacance du poste avant l'élection suivante et de nécessité de maintenir la charge, à défaut d'un remplaçant déjà élu dans la même mandature et pouvant exercer la même charge. Si l'élection requise en fin de mandat ne peut avoir lieu immédiatement, la mandature sera suivie d'une vacation, c'est-à-dire la nomination temporaire et l'assermentation d'un remplaçant par une autorité supérieure, mais cette vacation ne suspend pas la nécessité de conduire le processus électoral qui doit conduire à une nouvelle mandature qui mettra automatiquement un terme à cette vacation, car la vacation est un mandat impératif incompatible avec le mandat représentatif.
Le gouvernement représentatif ou, dénomination plus récente dans l'histoire, la démocratie représentative, repose sur le principe du mandat représentatif. Les élus au pouvoir doivent pouvoir disposer d'une liberté d'action telle qu'ils ne doivent pas être les obligés de leurs électeurs. Ainsi, l'article 27 de la Constitution de la Ve République française précise: « Tout mandat impératif est nul. Le droit de vote des membres du Parlement est personnel ».

## Histoire
On considère généralement que le mandat représentatif est apparu au sein du parlement du Royaume-Uni au cours du XVIe siècle.
Dans l'ancien régime, les représentants siégeant au sein des parlements étaient les avocats, auprès du pouvoir royal, des soucis et préoccupations des intérêts locaux de ceux qu'ils représentaient. Ces députés étaient donc les porte-parole des groupes qui les avaient mandatés, se voyant imposer, souvent sous la contrainte, par les autorités locales un mandat impératif qui fixait précisément ce qu'ils pouvaient faire, dire et négocier.
Progressivement les députés ont manifesté des velléités d'indépendance et l'habitude a été prise de les considérer non plus comme les représentants directs des intérêts particuliers des paroisses du royaume, mais comme les délégués de l'ensemble du pays.

## Motivations
L'assemblée est un lieu de confrontation des idées et de construction d'un consensus. Cette dynamique serait impossible si les élus étaient les simples représentants d'une idée de départ qui ne pourrait évoluer. Il est donc fondamental que ceux-ci aient la possibilité de modifier leur point de vue en fonction de leur compréhension des enjeux du débat. On pourra objecter que les objectifs et les contraintes sont similaires en diplomatie internationale et que pourtant les négociateurs n'y bénéficient assurément pas d'un mandat représentatif de leurs autorités de tutelle. Si une certaine part de liberté d'initiative est indispensable à la négociation, elle ne semble donc pas incompatible avec une forme d'évaluation du mandat.
Mais l'élu n'est pas seulement le représentant de ses électeurs mais de la Nation dans son ensemble. C'est cette considération qui faisait dire à Edmund Burke en 1774 « le Parlement n'est pas un congrès d'ambassadeurs représentant des intérêts divers et hostiles, c'est l'assemblée délibérante d'une nation n'ayant qu'un seul et même intérêt en vue, celui de la Nation ». C'est l'assemblée et non les élus qui exercent la souveraineté nationale. À ce titre, les élus ne sauraient donc être les porte-parole d'intérêts particuliers.

## Critiques
Le système représentatif limite la sanction des élus qui ne tiennent pas leurs promesses au risque de non réélection à échéance de leur mandat.
En fait l'association même d'un programme politique à un mandat représentatif est paradoxale : on ne peut à la fois prétendre que l'élu doit être libre de voter les lois en son âme et conscience et lui enjoindre de respecter un programme durant son mandat. À ce titre, élire un mandat représentatif, ce n'est pas se prononcer pour un projet politique mais pour une personne.
Le mandat représentatif renvoie donc à une conception élitiste du mandat politique. L'élection est supposée être, non pas l'expression de la volonté générale, mais un processus destiné à sélectionner les citoyens les plus aptes à conduire les affaires publiques. C'est à ce titre que l'élu est légitime quand il prend une décision contraire à la volonté populaire.
Elle suppose une incapacité des peuples à se gouverner qui est clairement affirmée par Montesquieu dans son traité de la théorie politique De l'esprit des lois : « Il y avait un grand vice dans la plupart des anciennes républiques : c'est que le peuple avait droit d'y prendre des résolutions actives, et qui demandent quelque exécution, chose dont il est entièrement incapable. Il ne doit entrer dans le gouvernement que pour choisir ses représentants, ce qui est très à sa portée ».
Le philosophe Jean-Jacques Rousseau rejette toute forme de représentation politique, parce que cela revient selon lui à dénaturer la volonté générale réelle à travers des jeux de pouvoir. Pourtant, les idées de Rousseau ont paradoxalement été appropriées par des défenseurs de la représentation politique. Notamment, Emmanuel-Joseph Sieyès a remplacé le concept de peuple par celui de nation, qui lui permet de supposer une unité politique avant même l'établissement du contrat social pourtant fondamental dans la pensée de Rousseau. Le juriste Raymond Carré de Malberg a également contribué à détourner la vision de Rousseau en envisageant son idée de souveraineté populaire seulement comme une fiction juridique que les fonctionnaires de l'État seraient chargés de faire parler.
Mais de nombreux électeurs s'estiment en droit de se prononcer non seulement sur la personnalité des candidats mais aussi en fonction de leurs projets et de leurs convictions. Ils considèrent donc le manque de constance des élus dans leurs appréciations comme une trahison de leurs engagements. Cette problématique contribue fortement à alimenter la « crise de la démocratie » que l'on constate dans de nombreux pays pratiquant la démocratie représentative, en suscitant une méfiance, sinon une défiance, des électeurs vis-à-vis de « leurs » élus.